# Res sacra
Als res sacra (lat. „heilige Sache“, Pl. res sacrae) bezeichnet man im deutschen Staatskirchenrecht Vermögensgegenstände der Religions- und Weltanschauungsgemeinschaften, die unmittelbar kultischen Zwecken dienen. Sie werden vom staatlichen Recht besonders geschützt. Unerheblich ist, ob die jeweilige Gemeinschaft privatrechtlich oder öffentlich-rechtlich organisiert ist; der Körperschaftsstatus ist also nicht Voraussetzung. Oft wird der Begriff ungenau mit dem der kirchlichen öffentlichen Sache gleichgesetzt.

## Beispiele

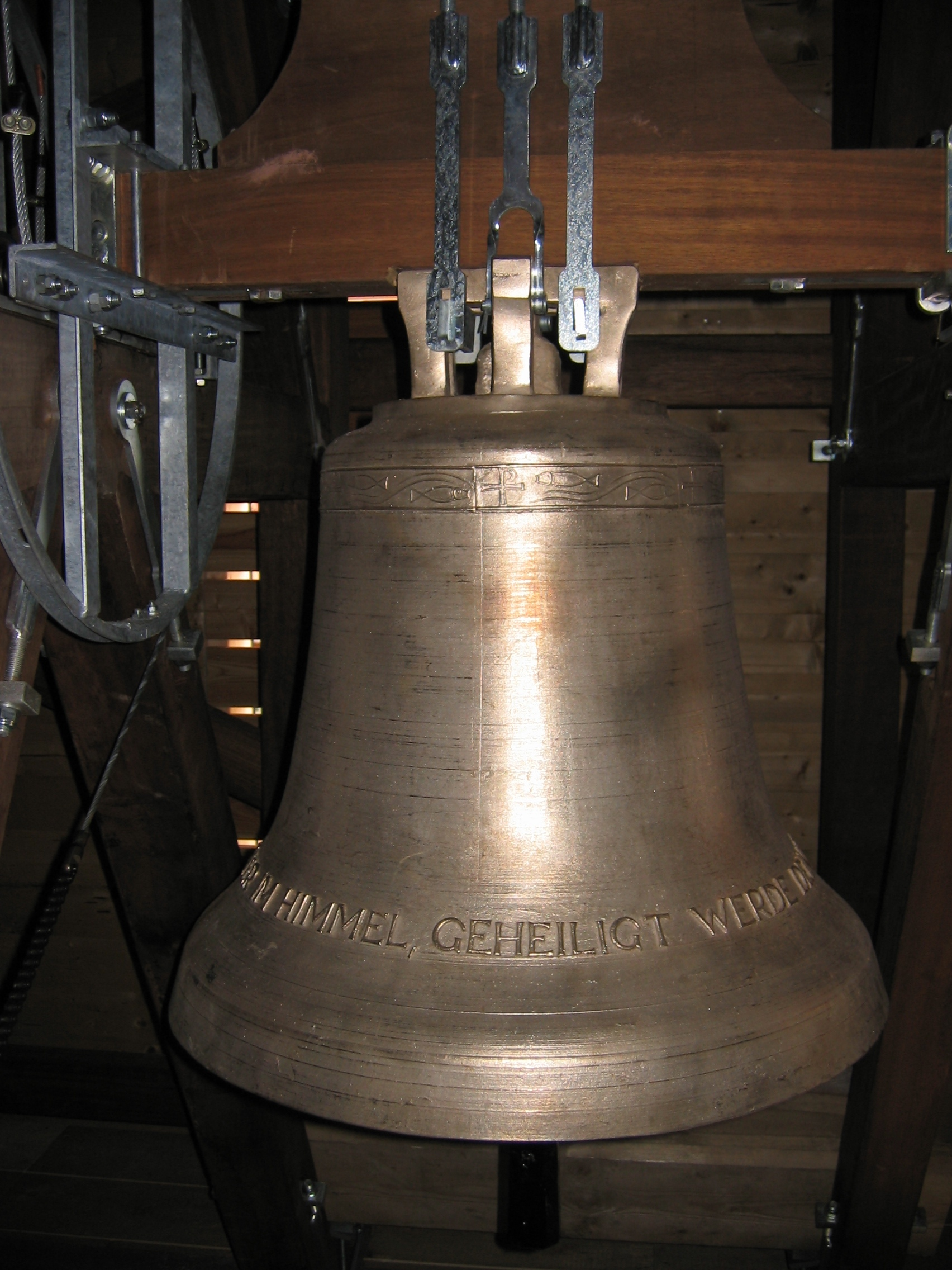
Kirchenglocken

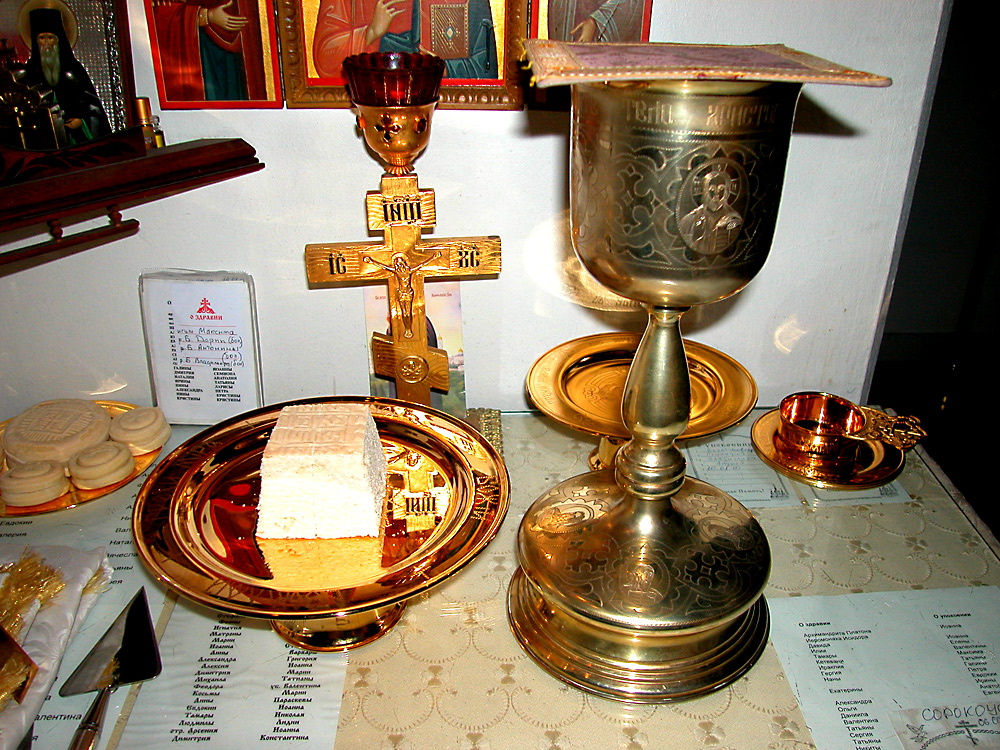
Sakrales Gerät in der russisch-orthodoxen Kirche in Düsseldorf

Bekannte res sacrae christlicher Gemeinschaften sind die sakralen Gerätschaften (liturgisches Gerät), insbesondere die liturgischen Gefäße (vasae sacrae), sowie die Glocken, Kirchengebäude und Friedhöfe. Je nach Konfession der jeweiligen Gemeinschaften umfasst der Begriff Res sacra sehr vielfältige Gegenstände.

## Schutz
Der besondere Schutz der res sacrae hat Verfassungsrang: er ergibt sich aus dem Grundrecht der Religionsfreiheit, dem Selbstbestimmungsrecht der Religions- und Weltanschauungsgemeinschaften und der Kirchengutsgarantie. Bedeutung kann er beispielsweise in der Zwangsvollstreckung erlangen (vgl. § 882a Abs. 2, 3 ZPO). Strafrechtlich wird die Beschädigung von res sacrae über § 304 Abs. 1 StGB strenger bestraft als die Beschädigung „gewöhnlicher“ Sachen. Der Diebstahl einer res sacra wird als Regelbeispiel nach § 243 Abs. 1 S. 2 Nr. 4 StGB bei der Strafzumessung berücksichtigt.

## Abgrenzung
Dieser Schutz nähert die res sacrae dem Status der öffentlichen Sachen an. Tatsächlich sind die Kirchen in ihrer Eigenschaft als öffentlich-rechtliche Körperschaften zur Widmung öffentlicher Sachen befähigt. Dennoch sind die beiden Begriffe voneinander zu unterscheiden:
Einerseits können auch privatrechtliche Gemeinschaften wie Vereine über res sacrae verfügen. Eine Widmung ist ihnen dagegen mangels Körperschaftsstatus nicht möglich.
Umgekehrt sind aber auch nicht alle Sachen der öffentlich-rechtlichen Gemeinschaften res sacrae, nicht z. B. das kirchliche Verwaltungsvermögen, weil es nicht unmittelbar kultischen Zwecken dient.